# Lego DC Shazam! : Monstres et Magie
Pour plus de détails, voir Fiche technique et Distribution.
Lego DC Shazam! : Monstres et Magie (Lego DC Shazam!: Magic and Monsters) est un film d'animation américain réalisé par Matt Peters, sorti directement en 2020.

## Synopsis
Shazam est invité à rejoindre la Ligue de justice d'Amérique mais hésite à accepter. C'est à ce moment que la Ligue est attaqué et que le super-héros devient leur seul espoir.

## Fiche technique
- Titre : Lego DC Shazam! : Monstres et Magie
- Titre original : Lego DC Shazam!: Magic and Monsters
- Réalisation : Matt Peters
- Scénario : Jeremy Adams et C. C. Beck
- Musique : Tim Kelly
- Montage : Cris Mertens
- Production : Liz Marshall
- Société de production : DC Entertainment, The Lego Group et Warner Bros. Animation
- Pays :  États-Unis
- Genre : Animation, comédie, fantastique
- Durée : 81 minutes
- Dates de sortie : 
  -  États-Unis : 28 avril 2020
  -  France : 24 juin 2020

## Doublage
- Sean Astin : Shazam
- Dee Bradley Baker : Jeepers / Dr. Sivana / Crocodile Man
- Troy Baker : Batman
- Zach Callison : Billy Batson / Jimmy Olsen
- Greg Ellis : Mister Mind
- Ralph Garman : le Magicien
- Grey DeLisle : Wonder Woman / Lois Lane
- Jennifer Hale : Mary Batson / l'ambassadeur
- Josh Keaton : le patron / Terrance
- Tom Kenny : le Pingouin / Perry White
- Cristina Milizia : Green Lantern / Jessica Cruz
- Nolan North : Superman / Clark Kent / Alfred Pennyworth
- Fred Tatasciore : Lobo / Oom
- James Arnold Taylor : Flash / Dummy
- Imari Williams : Black Adam

## Accueil
Sam Stone pour Comic Book Resources estime que le film est de bonne qualité et accessible sans connaissance préalable du personnage de Shazam.